# 신종철
신종철은 대한민국의 더불어민주당 정당인이다.

## 학력
- 배재고등학교 졸업
- 성균관대학교 졸업
- 성균관대학교 행정대학원 행정학과 석사
- 가톨릭대학교 대학원 행정학 박사

## 경력
- 2010.07 ~ 2014.06 제8대 경기도의회 의원(더불어민주)
- 2002.07 ~ 2006.06 제6대 경기도의회 의원(열린우리당)
- 한국만화영상진흥원 원장
- 가톨릭대학교 정부혁신 생산성연구소 객원연구위원
- 가톨릭대학교 행정대학원 외래교수
- 열린우리당 경기도당 상무위원
- 민주당 전국청년위원회 부위원장
- 경기도의회 예산결산특별위원장
- 경기도의회 민주당 정책위원장
- 함께하는시민행동 정책실장
- 부천지역민주운동협의회 사무처장
- 부천만화정보센타 이사
- 부천지역정보센타 이사
- 부천소비자생활협동조합 이사
- 부천지역경제발전협의회 위원
- 부천경제정의실천시민연합 사무국장

## 역대 선거 결과
|  | 52.52% |

|  | 41.47% |

|  | 59.32% |